# Benard Ighner
Benard Ighner (n. 18 ianuarie 1945, Houston, Texas, SUA – d. 14 august 2017, Houston, Texas, SUA) a fost un cântăreț de jazz, muzician, compozitor și producător american.  

## Biografie
Benard Ighner s-a născut în Houston, Texas. A învățat să cânte la multe instrumente, inclusiv pian, chitară și saxofon. A lucrat  în  calitate de cântăreț de sesiune la Hollywood. În 1974, a participat la înregistrarea albumuluiBody Heat de Quincy Jones cu cântecul său Everything Must Change.
1. ↑   https://capitol.texas.gov/tlodocs/86R/billtext/html/HR01434F.htm Lipsește sau este vid: |title= (ajutor)